# Eutrichopodopsis bruchi
Eutrichopodopsis bruchi là một loài ruồi trong họ Tachinidae.